# Liste der Wappen im Landkreis Würzburg
Die Liste der Wappen im Landkreis Würzburg zeigt die Wappen der Gemeinden im bayerischen Landkreis Würzburg.

## Landkreis Würzburg

Landkreis Würzburg Geteilt und unten gespalten; oben in Rot drei silberne Spitzen; unten vorne in Silber übereinander zwei schreitende, herschauende, rot bewehrte schwarze Löwen, hinten in Blau eine goldene Lilie.
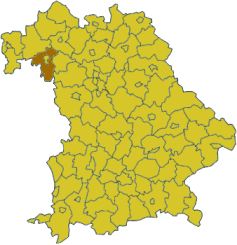
Lage des Landkreises Würzburg in Bayern
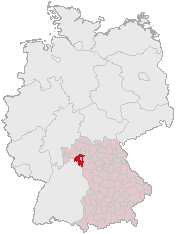
Lage des Landkreises Würzburg in Deutschland
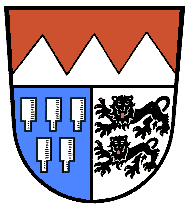
Landkreis Ochsenfurt (–1972) Erhöht geteilt und gespalten; oben in Rot drei silberne Spitzen, unten vorne in Blau fünf, drei zwei zu eins gestellte aufrechte silberne Kolben, hinten in Silber übereinander zwei schreitende, herschauende, rot bewehrte schwarze Löwen.
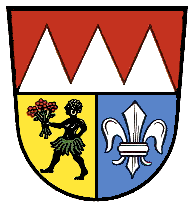
Landkreis Würzburg (–1972) Geteilt und unten gespalten; oben in Rot drei silberne Spitzen, unten vorne in Gold ein schreitender schwarzer Mohr mit grünem Federschurz, der in der Rechten drei rote Rosen an grünen Stielen hält; hinten in Blau eine silberne heraldische Lilie.

## Wappen der Städte, Märkte und Gemeinden

Gemeinde Altertheim Geviert von Rot und Silber; in 1 und 4 eine silberne heraldische Rose mit goldenen Butzen.
Stadt Aub In Rot vor einer goldenen Flammenglorie auf silberner Mondsichel stehend die blau gekleidete und golden gekrönte Mutter Gottes, auf dem rechten Arm das Kind mit der Weltkugel, in der Linken ein goldenes Zepter.
Gemeinde Bergtheim Geteilt von Blau und Silber; oben ein silberner Schrägbalken, belegt mit drei blauen Ringen, unten ein schräg gestelltes blaues Messer, beseitet von je einem sechsstrahligen blauen Stern.
Gemeinde Bieberehren In Silber ein schräg liegender roter Schlüssel; im roten Schildfuß drei silberne Spitzen.
Markt Bütthard In Rot auf grünem Boden schreitend ein silbernes Lamm, das einen goldenen Dreschflegel schultert.
Stadt Eibelstadt In Gold ein halber, golden gekrönter und rot bewehrter schwarzer Löwe, der eine rund gebogene, nach links offene grüne Weinrebe mit Blättern und blauen Trauben in den Pranken hält.
Markt Eisenheim Geviert von Rot und Silber mit aufgelegtem schräglinkem schwarzen Abtstab; in 1 ein silbernes Hufeisen, darin ein silberner Stern mit Schweif, in 4 ein gestürztes silbernes Hufeisen.
Gemeinde Eisingen In Rot der nimbierte silberne Johannesadler in Seitenansicht, dem auf der Brust ein blaues Schildchen, darin eine silberne heraldische Lilie, aufgelegt ist.
Gemeinde Erlabrunn Neunmal geteilt von Rot und Gold, im Ganzen belegt mit einer grünen Weintraube mit zwei grünen Blättern.
Gemeinde Estenfeld In Rot drei zwei zu eins gestellte gekrönte silberne Löwenköpfe.
Markt Frickenhausen a.Main In Silber ein aufrechter goldener Krummstab, dem ein waagrechtes grünes Rebstück unterlegt ist; daran beiderseits je ein nach oben gerichtetes grünes Blatt und eine herabhängende goldene Traube.
Gemeinde Gaukönigshofen In Silber aus einem roten Strunk wachsend eine grüne Staude mit drei Stängeln, daran je drei grüne Blätter.
Markt Gelchsheim Gespalten von Silber und Gold; vorne ein durchgehendes schwarzes Kreuz; hinten auf silberner Mondsichel stehend die golden gekrönte Gottesmutter im blauen Mantel und roten Untergewand, auf dem linken Arm das nackte Jesuskind, dessen Kopf von Strahlen umgeben ist.
Gemeinde Gerbrunn Gespalten durch eine aufsteigende und eingeschweifte blaue Spitze, darin ein silberner Brunnen; vorne oben geviert von Rot und Silber, hinten oben in Rot drei aufsteigende silberne Spitzen.
Gemeinde Geroldshausen Geteilt durch einen silbernen Wellenbalken; oben in Rot ein Strauß von drei gestielten silbernen Rosen mit goldenen Butzen, unten in Blau ein goldener Doppelhaken.
Markt Giebelstadt In Blau ein silberner Widderkopf mit goldenem Gehörn.
Gemeinde Greußenheim Gespalten von Gold und Blau; vorne ein senkrechter blauer Schlüssel, hinten übereinander drei goldene Rosen.
Gemeinde Güntersleben Unter rotem Schildhaupt, darin drei silberne Spitzen, in Blau zwei schräg gekreuzte goldene Abts- bzw. Bischofsstäbe, unterlegt von einer silbernen Kette; im oberen Winkel ein silbernes Ahornblatt, im unteren eine goldene Weintraube.
Gemeinde Hausen b.Würzburg In Blau ein silberner Wellenbalken, oben begleitet von einer goldenen heraldischen Rose, unten von einem silbernen Schrägbalken, belegt mit drei blauen Ringen.
Markt Helmstadt In Gold drei, zwei zu eins gestellte, sechsblättrige rote heraldische Rosen, dazwischen eine waagrechte blaue Keule.
Gemeinde Hettstadt In Rot über drei aus dem Schildfuß wachsenden silbernen Spitzen der silbern nimbierte, sitzende und silbern gekleidete Papst Sixtus mit goldenem Pallium und spitzer Mitra, in der Rechten ein silbernes Schwert haltend; im linken Obereck eine Traube mit silbernen Blättern und goldenen Beeren.
Gemeinde Holzkirchen In Rot zwei goldene Schrägbalken, im Ganzen überdeckt von einem wachsenden, polygonalen, schwarzen Kirchengebäude mit silbernen Fensteröffnungen; diesem aufgelegt ein silbernes Schildchen mit einem durchgehenden schwarzen Balkenkreuz.
Markt Höchberg In Blau über einer heraldischen goldenen Lilie schräg gekreuzt ein goldener Karst und ein goldener Dreschflegel.
Gemeinde Kirchheim Geteilt von Blau und Rot; oben eine halbe silberne Lilie, unten drei silberne Spitzen.
Gemeinde Kist Gespalten von Silber und Rot; vorne auf grünem Rasen ein grüner Laubbaum, hinten schwebend ein silberner Pferdekopf mit schwarzem Zaum.
Gemeinde Kleinrinderfeld In Rot ein auf ansteigendem goldenen Rasen nach links schreitendes, hersehendes silbernes Rind.
Gemeinde Kürnach In Rot ein nach links gerichteter Wellenschrägbalken, darüber ein silbernes Mühlrad, darunter ein schräglinks gestellter silberner Schlüssel.
Gemeinde Leinach In Rot zwischen einem silbernen romanischen Kirchenportal ein aufrecht gestellter goldener Schlüssel.
Gemeinde Margetshöchheim In Rot ein links gewendeter, golden bewehrter silberner Drachen, hinter dem ein silbernes Kreuz aufwächst, um dessen Stamm sich eine goldene Krone schlingt.
Markt Neubrunn In Schwarz über einer goldenen Zinnenmauer mit goldenem Torturm nebeneinander schwebend zwei Schilde; rechts in Silber ein durchgehendes schwarzes Tatzenkreuz, links in Rot drei silberne Spitzen.
Gemeinde Oberpleichfeld In Rot eine silberne heraldische Lilie.
Stadt Ochsenfurt In Silber eine rote Burg mit breitem Mittelturm und zwei spitzbedachten seitlichen Zinnentürmen, alle mit blauen Dächern; aus dem Tor hervorbrechend ein golden bewehrter schwarzer Ochse.
Gemeinde Prosselsheim In Silber ein schräg liegendes rotes Messer, darunter rechts ein blaues Schildchen mit silbernem Schrägbalken, der mit drei blauen Ringen belegt ist.[1]
Markt Randersacker In Rot der golden nimbierte heilige Stephan in silbernem Diakonsgewand mit der goldenen Märtyrerpalme in der rechten und drei goldenen Steinen in der linken Hand, wachsend aus einer sechseckigen silbernen Kanzel, die mit einem roten Schildchen belegt ist; darin eine silberne Weintraube.
Markt Reichenberg Unter silbernem Schildhaupt, darin ein schreitender, herschauender schwarzer Löwe mit untergeschlagenem Schwanz, in Rot ein Strauß von drei gestielten silbernen heraldischen Rosen mit goldenen Butzen.
Markt Remlingen In Silber auf grünem Dreiberg ein Weinstock mit zwei goldenen Trauben und grünen Blättern.
Gemeinde Riedenheim Geteilt von Silber und Blau; oben ein linksgewendeter, waagrechter roter Rost, unten ein mit drei blauen Ringen belegter silberner Schrägbalken.
Markt Rimpar In Gold aus roter Zinnenmauer wachsend drei rote Rosen an grünen Stielen.
Gemeinde Rottendorf Geteilt; oben in Rot drei silberne Spitzen, unten in Blau ein goldener Sparren.
Stadt Röttingen In Rot der stehende Heilige Georg in silberner Rüstung mit rotem Kreuz auf der Brust, in der Rechten an goldener Lanze eine silberne Fahne, darauf ein durchgehendes rotes Kreuz; am linken Arm eine an der Schildfessel hängende silberne Tartsche mit rotem Kreuz.
Markt Sommerhausen Geteilt von Blau und Silber; oben die strahlende, gesichte goldene Sonne, unten an grünem Rebstück hängend eine blaue Traube zwischen zwei grünen Blättern.
Gemeinde Sonderhofen Unter silbernem Schildhaupt, darin ein schreitender herschauender, rot gezungter schwarzer Löwe, in Blau eine goldene heraldische Lilie.
Gemeinde Tauberrettersheim In Rot über einer silbernen Brücke mit drei Bogen ein widersehender, golden nimbierter silberner Johannesadler, darunter eine goldene Weintraube.
Gemeinde Theilheim Gespalten von Silber und Rot; vorne ein roter Kreuzstab, hinten über drei silbernen Spitzen eine silberne Pflugschar.
Gemeinde Thüngersheim In Rot der auf einem widersehenden, blau bewehrten grünen Drachen stehende, golden nimbierte Erzengel Michael mit silberner Rüstung und silbernem Mantel; auf der Brust ein blaues Schildchen mit silbernem Schrägbalken, der mit drei blauen Ringen belegt ist; in der Rechten ein silbernes Schwert, in der Linken eine goldene Waage.
Gemeinde Uettingen Geteilt von Gold und Blau; oben ein wachsender schwarzer Mohr, eine natürliche Rose mit drei roten Blüten in der Rechten, unten nebeneinander zwei silberne heraldische Rosen.
Gemeinde Unterpleichfeld Gespalten von Gold und Blau; vorne ein schwarzer Mohr mit grünem Federschurz, der in der Rechten einen Strauß mit drei roten Rosen an grünen Stängeln hält; hinten ein silberner, mit drei blauen Ringen belegter Schrägbalken.
Gemeinde Veitshöchheim In Rot aus einem dreibeinigen goldenen Ölkessel wachsend der golden nimbierte, nackte heilige Vitus, beseitet oben von je einem sechsstrahligen goldenen Stern.
Gemeinde Waldbrunn In Blau ein goldener Ziehbrunnen mit Ziegeldach, beseitet von je einem bewurzelten silbernen Laubbaum.
Gemeinde Waldbüttelbrunn In Rot ein silberner Ziehbrunnen mit Eimer an der Kette.
Markt Winterhausen Geteilt von Blau und Silber; oben zwischen fünfzehn sechsstrahligen silbernen Sternen schwebend ein abnehmender, gesichter goldener Halbmond, unten eine an grünem Rebstück mit zwei grünen Blättern hängende rote Traube.
Markt Zell a.Main In Silber der golden nimbierte, wachsende heilige Laurentius in blauer Dalmatika, der in der Rechten die grüne Siegespalme, in der Linken den blauen Rost hält.

## Ehemalige Gemeinden mit eigenem Wappen

Gemeinde Albertshausen
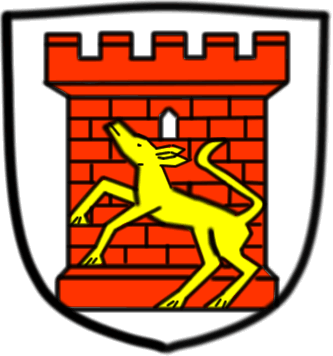
Gemeinde Baldersheim
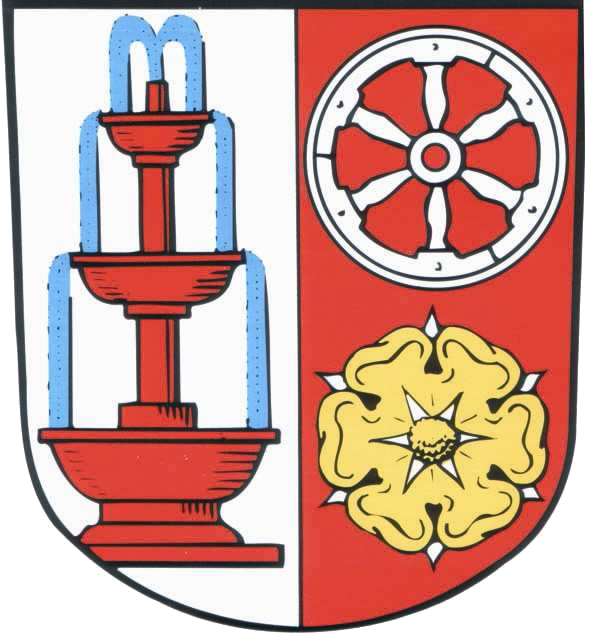
Gemeinde Böttigheim
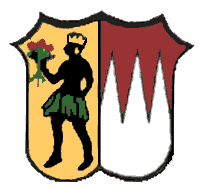
Gemeinde Burggrumbach Gespalten; vorne in Gold ein schwarzer Mohr mit grünem Federschurz, der in der Rechten einen Strauß mit drei roten Rosen an grünen Stängeln hält; hinten in Rot drei silberne Spitzen.
Gemeinde Holzkirchhausen
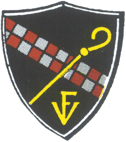
Gemeinde Maidbronn In Schwarz ein von Rot und Silber geschachteter Schrägbalken, belegt mit einem schräg links gestellten goldenen Äbtissinnenstab, unten ein aus den Antiquabuchstaben F und V gebildetes Monogramm.
Gemeinde Oberaltertheim Geviert von Rot und Silber; in 1 und 4 eine silberne heraldische Rose mit goldenen Butzen.